# Раубази
Раубази (карач.-балк. Раубази-Терек) — священне дерево в язичницьких віруваннях балкарців, до появи ісламу. Росло у Верхній Балкарії поблизу аулу Шаурдат Черецького району. Вважається, що це була дика груша.

## Історія
Існують різні думки про походження культа дерева Раубази:
- прийшло від древніх гуннів-сабірів, які поклонялися перед Тенгрі (Тейрі) в образі дерева[5]

## Опис
Це дерево, як і інші священні дерева, «наділялося» розумом, душею, почуттями. У Раубази просили гарний урожай, багатство, благополуччя дітей, лікування від хвороб. Деревам приносили жертви і виконували навколо них священні і весільні обряди. Його ім'я не вимовлялося вголос, називаючи «Іман-терек»(Дерево-віра карач.-балк.).
За уявленнями, Раубази могло завдати шкоди тим хто йому не поклонявся. Про це існувала приказка «Нехай моїм захисником буде Раубази, а твоїм Аллах» (карач.-балк. «Аллах сени жанынга окъуна болсун, Раубузы мени жаныма болсун ансы»).
За свідченнями очевидців, дерево було гіллястим і частково нагадувало людину з великими розкинутими руками. По вертикалі був великий рубець. Вважалося, що Раубази, розколюючись по цьому рубцю, випускало на волю чудовисько.
У віці 1200 років було зрубано в 1897 році (за іншими даними в 1905 р. Енеєвим Алімом-ефенді, в цілях боротьби з язичництвом. Але багато забобонних людей продовжували поклонятися місцю де воно росло і зберігали тріски дерева.